# 佃 (青森市)
佃（つくだ）は青森県青森市の地名。1丁目、2丁目、3丁目が設置されている。郵便番号030-0962。

## 地理
青森市中心市街地東側に位置する。北で浪打、北東で岡造道、東で小柳、南で中佃、西で松森、北西で花園に隣接する。地内の大半は住宅地となっている。
　二丁目の中心部に、浪打銀座通りの南側に続いて「佃本通り商店街」が、つくだウェザーパーク前まで続く。商店は、北側に続く浪打銀座通りと比べて少なく、南に行くほどまばらになる。近年、商店数の減少は顕著である。

## 交通
域内に鉄道はない。主な道路は、次の通りである。
- 青森市都市計画道路3･3･3合浦公園通り戸山線 – 通称「明の星通り」。二丁目と三丁目の間を通り、北の合浦公園と南の戸山団地方面を結ぶ。沿道には青森県総合検診プラザ・青森市元気プラザのほか、大小の商店等が並ぶ。青森市営バス明の星高校経由戸山団地線、沢山線が通過する。
- 青森市都市計画道路3･3･5 漁港通り幸畑線– 通称「東青森駅通り」「藤田組通り」。一丁目の西端を通り、北にある青森漁港（港町）・栄町方面と南の古館・幸畑を結ぶ。沿道には小規模の商店等のなかに住宅が点在する。青森市営バス浜館経由戸山団地線が通過する。

　ほか、青森市立浪打小学校南西角付近から、晴雄橋を経由して桜川に至る道路がある。これは、かつて青森市桜川に駐屯していた歩兵第5連隊が、浪打にあった練兵場に向かうための道路であった。

## 歴史
「佃」とは、もともと、大字松森の小字名であった。かつては水田の多い地域であった。
1928年（昭和3年）地域内に青森県青森測候所（現:青森地方気象台）が設置された。その近くには佃グラウンドがあり、野球の試合場等として利用された。
1931年（昭和6年）、現在の佃二・三丁目の場所に青森競馬場に竣工。翌年青森競馬倶楽部が設立され、この競馬場で競馬が開催されたが、1934年（昭和9年）同倶楽部が解散し、以降は開催されていない。
戦後、1949年（昭和24年）になり青森競馬場は青森県の手によって再興されるが、1951年（昭和26年）を最後に開催されなくなった。競馬場のトラックの跡地には現在でも楕円形の道路が残っている。メインスタンドの場所は、現在の青森県総合検診センター、および青森市元気プラザの敷地である。
この地域は市街地に近く、交通の便が良いため、やがて、青森市中心街に通う人々の住宅地となった。1957年（昭和32年）、 青森市立佃小学校が開校し、やがて気象台の南に校舎が設置された。その他、地域内には社宅・公務員官舎等も建てられた。佃本通り沿いにはスーパーマーケット・青森魚菜センター浪打支店をはじめとする商店等が数多く存在した。
1987年（昭和62年）、佃・福田地区の住居表示実施のため、以下のように住所の表記が変更された。
- 佃一丁目 -  造道字浪打、松森字佃の各一部
- 佃二丁目 -  松森字佃の一部
- 佃三丁目 -  松森字佃、小柳字刈田の各一部

1989年（平成元年）、青森地方気象台は花園に移転した。
1998年（平成10年）、青森地方気象台の跡地に、青森市制100周年を記念し、同市100番目の公園としてつくだウェザーパークが作られた。

## 施設等
- 青森県総合健診センター
- 元気プラザ（青森市保健所）
- つくだウェザーパーク
- 青森市立佃小学校
- 青森市佃福祉館
- 青森佃郵便局
- 青森魚菜センター浪打支店…鮮魚・野菜等の市場。個人商店が入居。後掲のハッピードラッグと同じ建物。もともとは建物の1階フロアのほとんどが魚菜センターが使用していた。
- ハッピードラッグ浪打銀座店